# Потмелцу (Долж)
Потмелцу (рум. Potmelțu) насеље је у Румунији у округу Долж у општини Коцофениј дин Дос. Oпштина се налази на надморској висини од 88 m.

## Становништво
Према подацима из 2002. године у насељу је живело 560 становника, од којих су сви румунске националности.